# Kirill Afanas'evič Mereckov
Kirill Afanas'evič Mereckov (in russo Кири́лл Афана́сьевич Мерецко́в?; Rjazan', 7 giugno 1897 – Mosca, 30 dicembre 1968) è stato un generale e politico sovietico.
Raggiunse il grado di Maresciallo dell'Unione Sovietica.

## Biografia
Nacque in un villaggio rurale nella provincia di Rjazan' da una famiglia contadina. Si arruolò come volontario nell'esercito imperiale russo nel 1916 lavorando come meccanico. Entrò nel Partito Bolscevico nell'agosto del 1917, diventando capo di stato maggiore di una Divisione della Guardia Rossa (la futura Armata Rossa). Durante la Guerra civile russa studiò in un'accademia militare, venendo costretto a sospendere gli studi diverse volte per assumere il controllo di qualche unità (ad esempio la prima armata di cavalleria russa).
Durante il suo comando partecipò a diverse battaglie, venendo ferito e decorato per il coraggio dimostrato diverse volte. Si diplomò all'accademia militare nel 1921. Tra il 1924 ed il 1931 rivestì diverse cariche nel Distretto militare di Mosca. Nel 1936 lasciò l'Unione Sovietica per combattere nella Guerra civile spagnola dalla parte dei repubblicani; fece ritorno nel 1937, ottenendo nello stesso anno il comando del distretto militare di Leningrado. Il 30 settembre 1939 l'Unione Sovietica dichiarò guerra alla Finlandia, dando inizio alla Guerra d'inverno.
Mereckov partecipò alle operazioni nella veste di comandante del distretto militare di Leningrado; si ricordano a tal proposito, i suoi tentativi di vincere la resistenza dei finlandesi. Nonostante una soverchiante superiorità numerica, le forze sovietiche erano poco coordinate e male equipaggiate per una guerra invernale. Alla metà di dicembre l'offensiva si era arrestata a causa delle numerose sconfitte e delle pesanti perdite subite. La colpa dell'insuccesso non è però da ricercare nell'operato di Mereckov: mentre sotto il profilo strategico il piano d'attacco era adeguato, sotto il profilo tattico e di comando divisionale la mancanza di esperienza (principalmente dovuta ai vuoti lasciati dalle purghe staliniane) si fece sentire.
Inoltre i piani di Mereckov furono vanificati dagli ordini del suo superiore, il commissario del popolo per la difesa Klyment Efremovyč Vorošylov che era il comandante responsabile della condotta di guerra. Nonostante ciò Stalin rimosse dal comando Mereckov affidandogli la settima armata che era comunque coinvolta nelle operazioni. Il comando del distretto militare di Leningrado venne assunto dal maresciallo Tymošenko. Nel febbraio del 1940 i russi sferrarono una nuova offensiva; la migliore organizzazione delle truppe sovietiche portò ad un'avanzata notevole in territorio finlandese. Alla firma dell'armistizio, il 12 marzo, Mereckov venne insignito del titolo di Eroe dell'Unione Sovietica per aver guidato la parte dell'esercito decisiva per la vittoria.
Dopo l'onorificenza Mereckov divenne anche Capo di Stato Maggiore e poi Maresciallo dell'Unione Sovietica. Dopo la guerra ebbe il comando di vari Distretti Militari fino al 1955, compreso quello di Mosca, che guidò tra il 1947 e il 1949, anno in cui divenne Assistente Ministro della Difesa, posizione che mantenne fino al 1964. In quest'anno venne promosso Ispettore-Generale del Ministero della Difesa, carica in massima parte onorifica. Morì il 30 dicembre 1968 e le sue ceneri sono seppellite nella necropoli delle mura del Cremlino.